# Герб Сватівського району
Герб Сва́тівського району — офіційний символ Сватівського району Луганської області.

## Опис
Гербом району є розтятий і перетятий геральдичний щит іспанської форми зеленого і жовтого кольорів. У центрі щита розміщено малий герб Луганської області.
Верхнє ліве та нижнє праве поля пофарбовано у зелений колір, верхнє праве та нижнє ліве — в жовтий.
У верхньому лівому полі розміщено зображення Андріївської церкви, у верхньому правому — золотиста підкова. У нижніх полях знаходяться зображення трьох бджіл. У нижній частині щита розташовано хлібину зі сільницею.
Герб обвитий з усіх боків синьо-жовтою стрічкою з вплетеними колосками пшениці та гронами калини. У верхній частині стрічки міститься напис «СВАТІВСЬКИЙ РАЙОН», у нижній — рік заснування району: «1923».

## Символіка
- Бджоли уособлюють працьовитість жителів району.
- Церква — символ духовності.
- Малий герб області вказує на адміністративну приналежність району до Луганської області.